# Тугияны
Тугияны — село в Белоярском районе Ханты-Мансийского автономного округа — Югры (Россия). Входит в состав сельского поселения Полноват.
Почтовый индекс — 628176, код ОКАТО — 71111915004.
Расположено на правом берегу Оби примерно в 30 км к югу от села Полноват и в 50 км к юго-западу от города Белоярский.

## Население
| 2010 |
| ---- |
| 79   |

Население на 1 января 2014 года составляло 65 человек, большинство — ханты.

## Климат
Климат резко континентальный, зима суровая, с сильными ветрами и метелями, продолжающаяся семь месяцев. Лето относительно тёплое, но быстротечное.